# 小行星5318
小行星5318（5318 Dientzenhofer）是一颗绕太阳运转的小行星，为主小行星带小行星。该小行星于1985年4月21日发现。

## 轨道参数
小行星5318的轨道半长轴为2.2890803 UA，离心率为0.134。